# IAAF Golden League 1998
La IAAF Golden League 1998 è stata la I edizione della IAAF Golden League, circuito internazionale di meeting di atletica leggera organizzato annualmente dalla IAAF dal 1998 al 2009, facente parte del circuito di meeting IAAF Grand Prix (dal 1998 al 2005) divenuto poi IAAF World Athletics Tour (dal 2006 al 2009).

## Calendario
| # | Meeting                     | Città      | Nazione  | Data         |
| - | --------------------------- | ---------- | -------- | ------------ |
| 1 | Bislett Games               | Oslo       | Norvegia | 9 luglio     |
| 2 | Golden Gala                 | Roma       | Italia   | 14 luglio    |
| 3 | Herculis                    | Montecarlo | Monaco   | 8 agosto     |
| 4 | Weltklasse Zürich           | Zurigo     | Svizzera | 12 agosto    |
| 5 | Memorial Van Damme          | Bruxelles  | Belgio   | 28 agosto    |
| 6 | Internationales Stadionfest | Berlino    | Germania | 1º settembre |

## Vincitori del jackpot
| Anno | Vincitore              | Gara             | Premio    |
| ---- | ---------------------- | ---------------- | --------- |
| 1998 | Hicham El Guerrouj (1) | 1500 m / miglio  | $ 333,333 |
| 1998 | Haile Gebrselassie     | 5000 m / 10000 m | $ 333,333 |
| 1998 | Marion Jones           | 100 m            | $ 333,333 |